# Теодора Олександрійська
Свята Феодора Олександрійська — християнська подвижниця, єгипетська черниця, преподобна. День пам'яті відзначається 11 вересня. За деякими джерелами Феодора жила в третьому столітті, за іншими — в п'ятому, і померла в 491 або 490 році.
Феодора, будучи християнкою, щасливо деякий час прожила разом із багатим своїм чоловіком в Олександрії, за правління імператора Зінона та Олександрійського єпарха Григорія. Згідно житіїв, Феодора зрадила свого чоловіка з молодим і багатим юнаком, зробивши це вночі в лісі, щоб ніхто не дізнався про зраду. Не зважаючи на те, що Феодора вважала, що навіть Бог не знав про її зраду, вона страждала від мук сорому за вчинене. Після цього, за різними джерелами, вона або сама читала Євангеліє, і зустріла фразу «все, що казали ви потемки — при світлі почується» або ж попросила ігуменью монастиря прочитати їй випадковий вірш, і та прочитала «Що я написав — те написав», після чого Феодора зрозуміла, що Богу відомо про її гріх, або ж вона сама зізналася у скоєному. В результаті, вона вирішила піти в монастир для спокутування своїх гріхів. Вона таємно покинула чоловіка, постригла волосся, перевдяглася в чоловічий одяг і вирушила до пустельного монастиря Октодеката. Там вона назвалася Феодором, і багато років смиренно працювала як монах.
Після цього в життєписі фігурує історія, дуже подібна до історії Марії Віфінської: спокусившись красою, як вона вважала, миловидного монаха, деяка жінка з міста намагалася звабити його, а отримавши відмову, затаїла злобу. Після того, завагітнівши, звинуватила Феодора в тому, що він її зґвалтував. Хоча звинувачення могли б легко бути спростовані, якби Феодора розкрила, що вона не є чоловіком, вона не стала цього робити, і прийнявши вину, 7 років поневірялася світом разом з дитиною. Тоді її прийняли разом з сином назад в монастир. Правду про те що вона жінка монахи дізналися вже після її смерті.
За описами, Феодора здійснила кілька чудес — вона вбила одним словом дикого звіра, що напав на монаха, а самого монаха зцілила, приборкала деяких небезпечних диких тварин, повернула воду в колодязь під час великої посухи.
Феодора Олександрійська входить до популярного у середньовіччі класу монахів-кросдрессерів, і розділяє з деякими іншими з них елементи своєї агіографії.
Основним джерелом інформації про Феодору є «Життя Феодори», написане в середині п'ятого або в шостому столітті.